# Zeche Augustus
Die Zeche Augustus war ein Bergwerk im Wittener Stadtteil Annen. Die Zeche trug ursprünglich den Namen Zeche Rosenbaum, zeitweise wurde das Bergwerk auch Zeche August, vereinzelt auch Zeche Rosenbank genannt. Das Bergwerk wurde auf beiden Flügeln des Helenenberg-Sattels im Flöz Geitling betrieben.

## Geschichte

### Die Anfänge
Am 15. September 1765 erfolgte die Mutung für die Berechtsame Rosenbaum. Das Grubenfeld befand sich zwischen der Straßeneinmündung der heutigen Straßen Ardeystraße und Egge und Heiligen Bach. Am 28. Februar 1771 erfolgte die Umbenennung in Zeche August. Gewerken des Bergwerks waren der Freiherr Clemens August von Elversfeld und die beiden Bauern Johann Caspar Hundeicker und Henrich Oberste Frielinghaus. Jeder der drei Gewerken war mit einem Anteil von 42 2/3 Kuxen an dem Bergwerk beteiligt. Zu dem Zeitpunkt war noch keine Belehnung erteilt worden, es waren aber bereits ein Teil der Rezeßgelder bezahlt worden. Das Bergwerk ging noch im selben Jahr in Betrieb. Am 27. Oktober 1787 erfolgte die Verleihung des Längenfeldes Augustus. Im Jahr 1790 wurde das Bergwerk das erste Mal kartografiert und in der Niemeyerschen Karte eingetragen. Der Stollen mit den Schächten befand sich im Bereich der Schleiermeierstraße und In der Mark.

### Die weiteren Jahre
Bereits nach wenigen Jahren wurde es erforderlich, einen Schacht abzuteufen. Neben der Verbesserung der Bewetterung der Grubenbaue sollte der Schacht auch zur Förderung der abgebauten Kohlen dienen. Um 1820 wurde der Schacht Carl südlich der Ardeystraße angesetzt. Der Schacht wurde zunächst einige Meter seiger bis auf den Sattel des Flözes geteuft. Anschließend wurde er tonnlägig im südlichen Bereich des Flözes tiefer geteuft. Schacht Carl erreichte eine Teufe von 34 Lachtern. Am 15. Februar 1828 wurde der Schacht Carl als Förderschacht an der Ardeystraße 2 in Betrieb genommen. Nach 1829 wurde das Bergwerk intensiv genutzt. Im Stollen erfolgte die Förderung der abgebauten Kohlen mit deutschen Gestellwagen, auf denen sich Zweischeffeltonnen befanden. Im Jahr 1830 war der Schacht Carl in Förderung. Die Tonnen wurden hier mit einem Handhaspel gefördert, dieser Haspel war überdacht. Für die Förderung waren vier bis fünf Haspelknechte erforderlich. Im selben Jahr erfolgte ein Durchschlag zum Franziska-Erbstollen.
Um auch den Nordflügel abbauen zu können, wurde ein weiterer Schacht benötigt. Im Jahr 1835 wurde der Schacht Wilhelm abgeteuft. Der Schachtansatzpunkt für diesen Schacht befand sich am nördlichen Berghang unterhalb der Straße. Noch im selben Jahr ging Schacht Wilhelm in Betrieb. Über diesen Schacht erfolgte dann die Förderung. Die im Schacht geförderten Kohlen wurden über Tage von Fuhrleuten mit Pferdekarren ins Sauerland und nach Hagen transportiert. Vier Jahre später, im Jahr 1839, erfolgte die Lösung und die Förderung der Kohlen durch den Franziska-Erbstollen. Der Betrieb war getrennt in Süd- und Nordflügel. Am 22. März desselben Jahres erfolgte die Konsolidation Nordflügel, unterhalb der Erbstollensohle, zur Zeche Franziska Tiefbau. Oberhalb der Erbstollensohle war es weiterhin ein selbständiger Betrieb. Von 1840 bis 1847 wurde die Kohle wiederum über den Schacht Carl gefördert. Im Frühjahr des Jahres 1850 stieß man in beiden Flügeln auf eine Störungszone, daraufhin wurde der Betrieb stillgelegt.  Bis 1854 war das Bergwerk wieder in Betrieb, danach wurde es in Fristen erhalten. Am 12. März 1859 erfolgte die Konsolidierung der Restberechtsame zur Zeche Borbecker Tiefbau.

## Förderung und Belegschaft
Im Jahr 1830 wurden insgesamt 43.803 Scheffel, das sind etwa 796 Tonnen, Steinkohle gefördert. Die Belegschaftsstärke schwankte zwischen neun und sechzehn Bergleuten. Im Jahr 1835 wurden 71.993 Scheffel (1308 Tonnen) gefördert. Im Jahr 1840 sank die Förderung auf 50.036 Scheffel (910 Tonnen). Ein Jahr später wurde mit 75.168 Scheffel (1367 Tonnen) die höchste Förderung des Bergwerks erbracht. 1845 sank die Förderung auf 56.773 Scheffel (1032 Tonnen) Steinkohle. Die Belegschaftsstärke schwankte zwischen fünfzehn und achtundzwanzig Bergleuten. Im Jahr 1847 sank die Förderung erneut auf 45.380 Scheffel (825 Tonnen). Die Belegschaftsstärke schwankte zwischen zwölf und 16 Bergleuten.